# Afwillit
Afwillit ist ein selten vorkommendes Mineral aus der Mineralklasse der „Silikate und Germanate“ mit der chemischen Zusammensetzung Ca3[SiO3(OH)]2·2H2O und damit chemisch gesehen ein wasserhaltiges Calcium-Silikat. Strukturell gehört Afwillit zu den Inselsilikaten.
Afwillit kristallisiert im monoklinen Kristallsystem und entwickelt meist tafelige bis prismatische, nach der b-Achse gestreckte und gestreifte Kristalle, findet sich aber auch in Form radialstrahliger, faseriger, sphärolithischer oder massiger Mineral-Aggregate. Die Oberflächen der farblosen und durchsichtigen oder bei polykristalliner Ausbildung weißen Kristalle zeigen einen glasähnlichen Glanz.

## Etymologie und Geschichte
Afwillit wurde erstmals 1923 von dem damaligen Generaldirektor der De Beers Consolidated Mines Alpheus Fuller Williams (1874–1953) in der „Dutoitspan Mine“ nahe Kimberley in Südafrika, genauer in einer Tiefe zwischen 500 und 750 ft (entspricht etwa 152 bis 228 m) in einer großen Dolerit-Inklusion im Kimberlit, entdeckt. 
Analysiert und beschrieben wurde das Mineral 1925 durch John Parry (1863–1931) und Frederick Eugene Wright, die es nach seinem Entdecker (abgekürzt AFWill) benannten.
Da der Afwillit bereits lange vor der Gründung der International Mineralogical Association (IMA) bekannt und als eigenständige Mineralart anerkannt war, wurde dies von ihrer Commission on New Minerals, Nomenclature and Classification (CNMNC) übernommen und bezeichnet den Afwillit als sogenanntes „grandfathered“ (G) Mineral. Die seit 2021 ebenfalls von der IMA/CNMNC anerkannte Kurzbezeichnung (auch Mineral-Symbol) von Afwillit lautet „Afw“.
Das Typmaterial des Minerals wird im Natural History Museum (NHM) in London unter der Katalog-Nummer BM 1925,80 (CT) aufbewahrt.

## Klassifikation
In der veralteten 8. Auflage der Mineralsystematik nach Strunz gehörte der Afwillit zur Mineralklasse der „Silikate“ und dort zur Abteilung „Neso-Subsilikate“, wo er gemeinsam mit Birunit, Bultfonteinit und Hillebrandit in der Gruppe mit der Systemnummer VIII/A’.06b steht.
In der zuletzt 2018 überarbeiteten Lapis-Systematik nach Stefan Weiß, die formal auf der alten Systematik von Karl Hugo Strunz in der 8. Auflage basiert, erhielt das Mineral die System- und Mineralnummer VIII/B.22-030. Dies entspricht der Klasse der „Silikate“ und dort der Abteilung „Inselsilikate mit tetraederfremden Anionen“, wo Afwillit zusammen mit Aradit, Bultfonteinit, Galuskinit, Harrisonit, Hatrurit, Nabimusait, Nagelschmidtit, Olmiit, Poldervaartit, Silicocarnotit, Spurrit, Ternesit und Zadovit eine unbenannte Gruppe mit der Systemnummer VIII/B.22 bildet.
Die von der International Mineralogical Association (IMA) zuletzt 2009 aktualisierte 9. Auflage der Strunz’schen Mineralsystematik ordnet den Afwillit in die Klasse der „Silikate und Germanate“ und dort in die Abteilung „Inselsilikate (Nesosilikate)“ ein. Hier ist das Mineral in der Unterabteilung „Inselsilikate mit zusätzlichen Anionen; Kationen in meist [6]er- und > [6]er-Koordination“ zu finden, wo es als einziges Mitglied eine unbenannte Gruppe mit der Systemnummer 9.AG.75 bildet.
In der vorwiegend im englischen Sprachraum gebräuchlichen Systematik der Minerale nach Dana hat Afwillit die System- und Mineralnummer 52.04.07.01. Das entspricht der Klasse der „Silikate“ und dort der Abteilung „Inselsilikate: SiO4-Gruppen und O, OH, F und H2O“. Hier findet er sich innerhalb der Unterabteilung „Inselsilikate: SiO4-Gruppen und O, OH, F und H2O mit Kationen in [6] und/oder > [6]-Koordination“ in der Gruppe „Afwillit und verwandte Arten“, in der auch Bultfonteinit, Hatrurit und Jasmundit eingeordnet sind.

## Kristallstruktur
Afwillit kristallisiert in der monoklinen Raumgruppe Cc (Raumgruppen-Nr. 9) mit den Gitterparametern a = 16,28 Å; b = 5,63 Å; c = 13,24 Å und β = 134,9° sowie 4 Formeleinheiten pro Elementarzelle.

## Eigenschaften
Afwillit ist piezoelektrisch, das heißt, er baut ähnlich wie Quarz bei wechselnder elastischer Verformung eine elektrische Spannung auf.
Das Mineral ist leicht löslich in HF und HCl.

## Bildung und Fundorte
Afwillit bildet sich als Umwandlungsprodukt in kontaktmetamorph verändertem Kalkstein. Als Begleitminerale treten unter anderem Apophyllit, Brucit, Calcit, Ettringit, Foshagit, Gehlenit, Hillebrandit, Merwinit, Natrolith, Portlandit, Spurrit und Thaumasit auf.
Als seltene Mineralbildung konnte Afwillit bisher nur an wenigen Orten nachgewiesen werden, wobei weltweit bisher rund 50 Fundstätten dokumentiert sind (Stand 2025). Neben seiner Typlokalität „Dutoitspan Mine“ nahe Kimberley trat das Mineral in Südafrika noch in den „N'Chwaning Minen“ bei Kuruman und in der „Wessels Mine“ bei Hotazel in den Manganfeldern der Kalahari zutage.
In Deutschland konnte Afwillit unter anderem am Zeilberg in Bayern sowie an mehreren Orten in der Vulkaneifel (Daun, Mayen, Mendig) gefunden werden.
Der bisher einzige bekannte Fundort in Österreich ist der Basaltsteinbruch Klöch in der Marktgemeinde Klöch im Bezirk Südoststeiermark.
Weitere bekannte Fundorte sind unter anderem Boisséjour/Ceyrat in Frankreich, Inishcrone in Irland sowie Carneal und Scawt Hill in dem zu Nordirland gehörenden County Antrim, die „Hatrurim Formation“ in der Wüste Negev und der Fluss Ajalon in Israel, mehrere Fundpunkte in Italien, die Gruben „Mihara“ und „Fuka“ in der Präfektur Okayama auf der japanischen Insel Honshū, Tokatoka auf der Nordinsel Neuseelands, Oravița und Racoș (Kreis Harghita) in Rumänien; der Fluss Nizhnyaya Tunguska, das Yoko-Dovyrensky Massiv nahe dem Baikalsee in der Republik Burjatien und der Berg Lakargi in der Republik Kabardino-Balkarien in Russland sowie der Sky Blue Hill im Riverside County (Kalifornien) und die „Pea Ridge Mine“ bei Sullivan (Missouri) in den USA.